# モリスコ

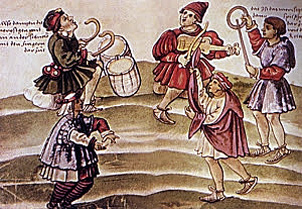
ザンブラを奏でるモリスコ
フラメンコの原型と言われている

モリスコ（スペイン語: morisco、ポルトガル語: mourisco）は、イベリア半島でレコンキスタが行われていた時代に、カトリックに改宗したイスラム教徒を指す名称。用語はさらに転換され、秘密裏にイスラム教を信仰した疑いをかけられた人々に適用される軽蔑語となった。秘密裏にユダヤ教を信仰する改宗ユダヤ人（コンベルソ）はマラーノと呼ばれた。

## 歴史
レコンキスタ後の1500年代初頭に、ムデハル（イベリア半島出身者のイスラム教徒）はカトリックを受け入れるかスペインを離れるかを強制された。改宗を拒んだイスラム教徒は死刑、追放、監禁などの懲罰を受けた一方、改宗したイスラム教徒はモリスコとして知られるようになった。しかし、多くのモリスコは隠れイスラム教徒として信仰し続けた。イスラム教支持者らは、モリスコの間の文化と信仰の再生を経験していた。この活動を不安に感じたスペイン王家が、新しく再征服されたスペイン領からイスラム教徒とユダヤ教徒どちらも追放しようと努めたのである。1610年、スペイン王家はついに残っていたイスラム教徒住民を追放した。難民のほとんどが、オスマン帝国支配下の土地か北アフリカへと逃れていった。
ムデハルの厳密な地位は、多様な地域および後の勅令のカピチュレーションに依存していた。1492年にグラナダが陥落すると、イスラム住民はグラナダ条約によって信仰の自由を授けられたが、その約束は短期間だけだった。グラナダ初代大司教であるエルナンド・デ・タラベラは平和的な手段での改宗を試みたが、シスネロスはイスラム教文書焼却など強制的な手段によって改宗を迫った。これらの措置とその他の条約違反に反発して、グラナダのイスラム教徒（モリスコ）は1499年に反乱を起こした。反乱は1501年初頭まで続き、スペイン当局は降伏条約において残りの約定を無効にした。
1501年、スペイン当局はグラナダのイスラム教徒に、改宗か追放を選べという最後通牒をした。彼らの多くは改宗したが、それは通常表面だけの改宗だった。彼らは以前からそうしたように、イスラム教徒の服を着てイスラム教徒の言葉を話し続け、秘密裡にイスラム教を信仰し続けた。彼らの多くは、カスティーリャ語またはアラゴン語を書く場合でも、アラビア文字を用いアラビア語に由来する表現を多用したアルハミヤーと呼ばれる独自の筆記法を使用した。1502年、当局はカスティーリャ王国のムデハルに適用された最後通告の延長をした。1508年、当局はイスラム教徒の伝統的な服を禁止した。ナバーラのムデハルは1515年に改宗か亡命を迫られ、1525年には同様のことがアラゴンのムデハルの身に起きた。

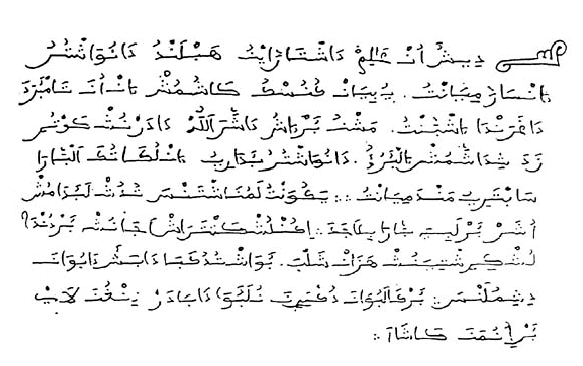
16世紀のアルハミヤー文学の文書

より制限の加えられた法律が、カルロス1世時代の1526年と1527年に導入された。
モリスコは40年に渡り法律上の権利停止の罰を受けていた。1567年、フェリペ2世は、モリスコに対し彼らのイスラム名と伝統的なイスラムの服、そしてアラビア語の禁止を要求する命令を出して、彼らに圧力を加えた。モリスコには、モリスコの子供たちがカトリック聖職者によって教育されると説明された。これが、1568年から1571年までアルプハラスで起きた反乱（スペイン語：Rebelión de las Alpujarras）の引き金となった。反乱征圧後、政府はグラナダのモリスコをグラナダの外へ強制移住させた。多くはバレンシア王国へ送られた。王家の手先と共謀したほんの一握りのモリスコは、都市やグラナダの領域での滞在を許可された。強制移住は、グラナダのモリスコだけでなく、当時全くキリスト教徒と同化されていたカスティーリャのモリスコにも影響を与えた。
キリスト教化されたモリスコは、その信仰がしばしば疑わしいとみなされた。彼らは、スペインに対して陰謀を企てるオスマン帝国やバルバリア海賊と接触している疑いがあった。スパイは、オスマン帝国スルタンセリム2世がマルタを攻撃し、征服後にスペインへ移る計画であると報告してきた（既に1565年、マルタはトルコ軍の猛攻をしのいでいる）。その構想では、スペインのイスラム教徒とモリスコの間で反乱を起こすことになっていた。脅威を確信し、フェリペ2世はモリスコに対して制限的な処置を法律化した。しかし、富裕で傑出した地位に上がっていた多くのモリスコは、当局の影響力に対抗する力を相当に行使した。カトリック王は、モリスコと取引するという決意を強めた。アラゴンとバレンシアの貴族は特にモリスコの労働力を必要とし、一連の忍耐と宗教的命令を主唱する追放から、モリスコを守ろうとした。イスラム教徒の事業家と労働者は、バレンシアとムルシアの農業で特に欠かせない存在だったのである。
16世紀終盤へ向かい、モリスコの作家たちはスペインとは異質であるとして、自らの文化の認識に疑問を呈しようとした。彼らの文芸作品は、アラビア語を話すスペイン人が肯定的な役割を演じた初期スペイン史の話を公開した。主な作品としてミゲル・デ・ルナのVerdadera historia del rey don Rodrigo（ドン・ロドリゴ王の真実の歴史 1545年-1615年頃）がある。

## 追放

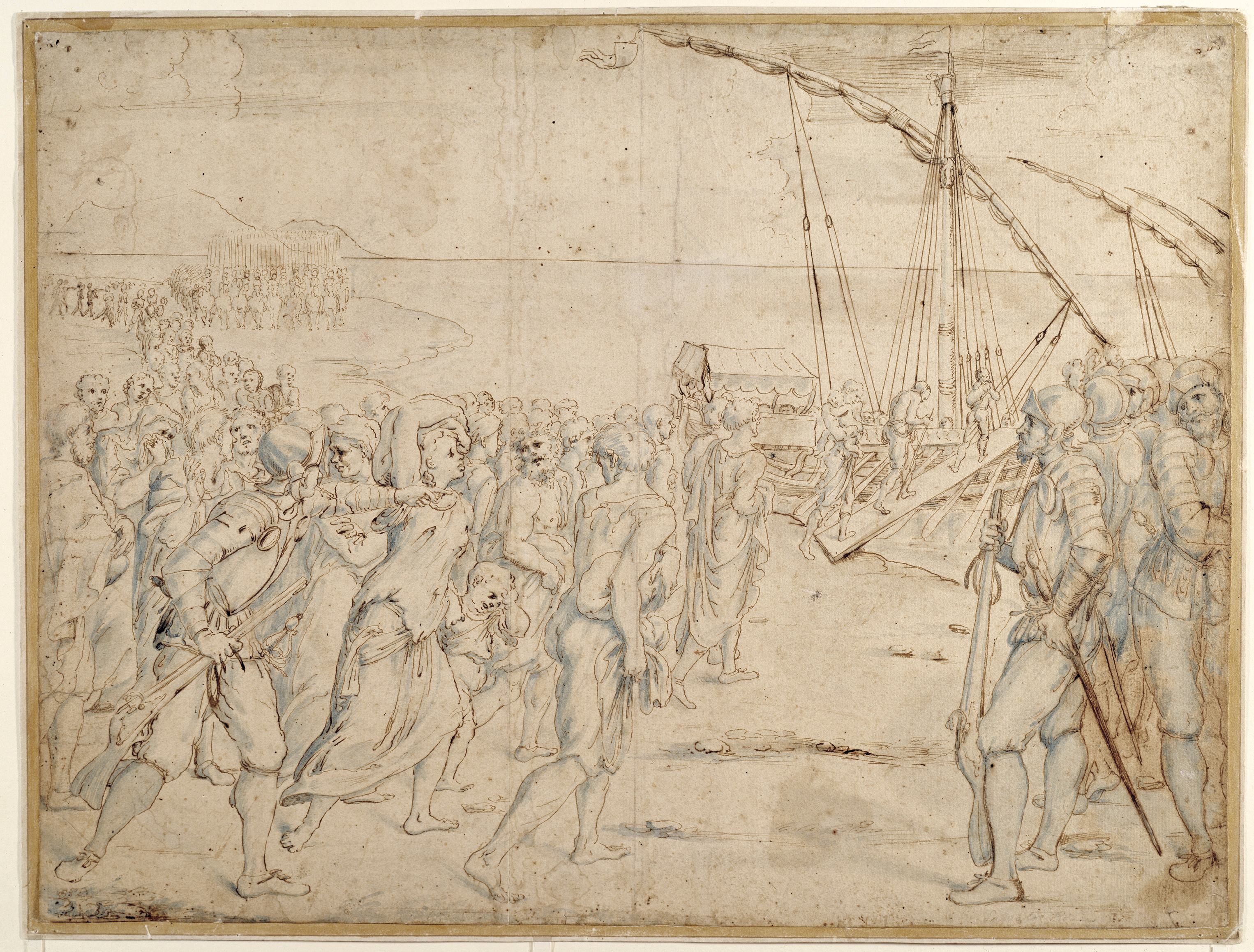
モリスコ追放、ビセンテ・カルドゥチョ画、プラド美術館蔵

モリスコは、結局1609年（バレンシアにおけるモリスコ追放）から1614年（カスティーリャにおけるモリスコ追放）にかけて、レルマ公フランシスコ・ゴメス・デ・サンドバル・イ・ロハス、バレンシア副王フアン・デ・リベラに教唆されたフェリペ3世により、スペインから強制的に追放された。現在の計算では30万人前後（当時のスペイン人口の約4％）とされたが、この第二の追放の波で放出された人数の概算は異なった。大多数がアラゴン王国（現在のアラゴン州、カタルーニャ州、バレンシア州）から追放された。対照的に、追放の最初の一波は、1492年のグラナダ陥落のすぐ後にアンダルシアから追放されたものである。こうして追放されたモリスコの穴を、キリスト教徒の新規入植によって埋め合わせようという試みはうまく行かず、このことがスペイン・地中海地方のその後の経済崩壊の原因になったという指摘もある。そもそも入植者の数が少なく、その上その地域の農業技術に習熟していなかったのである。
成人のモリスコは、しばしば隠れイスラム教徒（en:Crypto-Muslims）だとされた。しかしモリスコの子供たちの追放準備は、カトリック教国スペインにジレンマを提示した。子供たちは全員がカトリックの洗礼を受けており、したがって、政府は彼らを法的にも道義的にもイスラム教徒の国へ輸送することはできなかった。一部の当局者は、子供たちは彼らの両親から強制的に引き離さなければならないと提唱した。しかし、膨大な人数がこれは非現実的だと示していた。表向きはキリスト教徒である国外追放者の公式目的地は、通常フランス王国であると説明されていた（より具体的にはマルセイユとされた）。1610年のアンリ4世暗殺後、およそ15万人のモリスコがフランスへ送られた。モリスコのほとんどがフランスから北アフリカへ戻り、およそ4万人がフランスに定住した。
カトリック教徒のままでいることを望んだモリスコは、大体がイタリア（特にリヴォルノ）で新たな住処を見つけることができた。しかし、圧倒的大多数は、オスマン帝国またはモロッコの中にあるイスラム教徒の土地に定住した。
一部のモリスコ共同体は、反キリスト教徒であるアルジェ、シェルシェル、サーレに本拠をおくバルバリア海賊として戦った。また一部のモリスコ傭兵はモロッコのスルタンに仕え、ヨーロッパ風の銃で武装し、サハラ砂漠を横断してティンブクトゥ、1591年にはニジェール地方を占領した。1517年にスルタン・セリム1世が率いたエジプト遠征の間、エジプト最後のマムルーク・スルタンであるアル＝アシュラフ・トゥマンベイ2世の軍事助言者として、モリスコが働いていたと記録されている。モリスコの軍事助言者はアル＝アシュラフに、主として騎兵隊に依存する代わりに銃を使うよう勧めた。
アラビア語の文献では、チュニジア、リビア、エジプトのモリスコの一部がトルコ軍に加わったこと、そのうえエジプトのモリスコの多くがムハンマド・アリー時代にエジプト軍に加わったことを記録している。
多数のモリスコはスペイン国内に残り、キリスト教徒住民の間に隠れた。一部は真の宗教的理由から、また一部は単に経済的理由でとどまった。グラナダ王国だけで、1万人から1万5千人のモリスコが1609年の全体追放後も残ったと概算されている。メルチェロ（es:MercheroまたはキンキQuinquisとも）という、スペインの北半分を基盤とする遊牧民の鋳掛け屋集団は、放浪するモリスコに起源をもつかもしれないと示唆されてきた。

## 文学
ミゲル・デ・セルバンテスは、『ドン・キホーテ』と短編「犬の対話」において、モリスコの興味深い見解を述べ、彼らを好ましく描いている。『ドン・キホーテ』の最初の部分では、追放以前のモリスコが、セルバンテスが単に"発表した"アラビア語の"歴史"を含んでいるとわかる文書を翻訳する。第二章では、追放後、登場人物の一人リコーテがモリスコで、従者サンチョ・パンサの良い友であると書かれている。リコーテは宗教より金が好きで、自分の宝を発掘する偽の巡礼として帰ってきたところからドイツへ発つ。彼はしかし、モリスコ追放の正当性を認めている。リコーテの娘マリア・フェリスは海賊に連れて行かれるが、彼女は敬虔なキリスト教徒であるために苦しむ。

## 意味の拡大
少数民族の歴史的研究において、モリスコは時々、ノルマン領シチリア、9世紀のクレタ島、中世のキリスト教徒＝イスラム教徒の軍事境界線辺境といった場所で、歴史的隠れイスラム教徒に当てはめられた。
スペイン領南アメリカ植民地での人種分類法では、モリスコはムラートとスペイン人の子供を示す用語として用いられた。

## 子孫とスペイン市民権
2006年10月、アンダルシア州議会は、大多数を形成する3つの議会派閥に、モリスコの子孫のためスペイン市民権を得る方法を緩和しようとする改正法への支持を依頼した。提案は当初、スペイン統一左翼のアンダルシア州支部であるIULV-CAによってなされた。現在の形になったスペイン民法第22.1条では、数カ国の国民、そしてスペインと歴史的つながりの深いセファルディムへの譲歩を提供している。スペインでの居住のため慣習的に10年が必要とされるところ、彼らにはむしろ5年で市民権を請求するのを認めている。
この措置は、およそ500万人の、モリスコの子孫とみられるモロッコ人に恩恵を与えた。そしてアルジェリア、チュニジア、モーリタニア、リビア、エジプト、トルコの不特定人数の人々にも恩恵を与えた。
1992年以降、一部のスペインとモロッコの歴史家たちと研究者たちは、セファルディムと境遇の似たモリスコに対する公正な処置を要求してきた。申し出は、スペイン・イスラム会議議長のマンスール・エスクデロに歓迎された。
2008年、リーズ大学による現代のイベリア半島住民およびバレアレス諸島住民の男性1,140名のY染色体についてのDNA研究により、被験者のおよそ20%がユダヤ系祖先を持ち、11%がムーア人祖先を持つことが推測された。

## 文献
- Moriscos of Spain: Their Conversion and Expulsion, by H. C. Lea, (London 1901)
- 押尾高志『「越境」する改宗者：モリスコの軌跡を追って』風響社、2021年

## 参照
1. ↑  Rothstein, Edward (2005-06-13), Regarding Cervantes, Multicultural Dreamer, New York Times 2007年12月15日閲覧。.
2. ↑  The passage is an invitation directed to the Spanish Moriscos or crypto-Muslims so they continue fulfilling the Islamic prescriptions, disguise (taqiyya), and are protected while showing public adhesion the Christian faith.
3. ↑  Patrick Harvey, Leonard (1992). Islamic Spain, 1250 to 1500. Chicago: University of Chicago Press. pp. 7. ISBN 0-226-31962-8
4. ↑  "Los hijos del destierro andalusí", El Mundo, 27 de Agosto de 2006, número 565
5. ↑  Bruno Etienne, « Nos ancêtres les Sarrasins » in : hors série n° 54 du Nouvel Observateur, « Les nouveaux penseurs de l’islam », april/may 2004, p. 22-23
6. ↑   Francisque Michel, Histoire des races maudites de la France et de l'Espagne, Hachette, 1847, p.71
7. ↑  René Martial, La race française, 1934, p.163
8. ↑  "it may be assumed that some 35,000 managed to remain", Anwar G. Chejne, Islam and the West: The Moriscos, a Cultural and Social History, SUNY Press, 1983, p.13
9. ↑  “La guerra de los moriscos en las Alpujarras”. 2006年11月26日閲覧。
10. ↑  Propuesta de IU sobre derecho preferente de moriscos a la nacionalidad Archived 2008年12月11日, at the Wayback Machine. （スペイン語）
11. ↑  Código Civil （スペイン語）
12. ↑  Piden la nacionalidad española para los descendientes de moriscos Archived 2009年5月18日, at the Wayback Machine. （スペイン語）
13. ↑  La Junta Islámica pide para descendientes de moriscos la nacionalidad española Archived 2007年9月27日, at the Wayback Machine. （スペイン語）
14. ↑  Adams SM et al. (2008). “The Genetic Legacy of Religious Diversity and Intolerance: Paternal Lineages of Christians, Jews, and Muslims in the Iberian Peninsula”. American Journal of Human Genetics 83:  725-736. doi:10.1016/j.ajhg.2008.11.007 2009年3月24日閲覧。.